# Водно (област Силистра)
Вижте пояснителната страница за други значения на Водно.
Водно е село в Североизточна България. То се намира в община Дулово, област Силистра.

## География
Село Водно се намира на 2 км. от общинския център град Дулово.

## История
Според археологически свидетелства в землището на днешното село е регистриран ранносредновековен обект с материали от периода VІІІ – Х в., попаднали там по време на злополучния поход на Алексий I Комнин, завършил с поражение от печенегите при Дръстър през 1087/1088 г.
За първи път името на селото се споменава в една Османска демографска записка от 1530 година където е отбелязано като "Söğüdcük". В буквален превод „Сююдчюк“ значи местност с върби, от Söğüd (върба тур.) името също така може да се интерпретира и като умалително за вода, водица. Предвид теклата там преди време река. Предполага се, че е първите жители на селото са изселници дошли от различни части на Османската Империя. 
С указ № 2191/обн. от 27.06.1942 г. се преименува на Водно. През 1943 г. съседното село Генерал Цонково, (Дураклар), е присъединено като квартал на с. Водно без административен акт. Населението е основно с турски произход.

## Население, етнически състав и религии
Текущата демографска статистика за населението на НСИ към 31.12.2018 г. сочи че селото наброява 840 жители.
Числеността на населението според преброяванията през годините:
| \| Година на преброяване \| Численост \| \| --------------------- \| --------- \| \| 1934 \| 1098 \| \| 1946 \| 1202 \| \| 1956 \| 1336 \| \| 1965 \| 1124 \| \| 1975 \| 1051 \| \| 1985 \| 1158 \| \| 1992 \| 1117 \| \| 2001 \| 1000 \| \| 2011 \| 886 \| \| 2021 \| 739 \| |           |
| Година на преброяване | Численост |
| 1934 | 1098      |
| 1946 | 1202      |
| 1956 | 1336      |
| 1965 | 1124      |
| 1975 | 1051      |
| 1985 | 1158      |
| 1992 | 1117      |
| 2001 | 1000      |
| 2011 | 886       |
| 2021 | 739       |

Преброяване на населението през 2011 г.
Численост и дял на етническите групи според преброяването на населението през 2011 г.:
|                     | Численост, души | Дял, % |
| Общо                | 886             | 100 %  |
| Българи             | 14              | 2 %    |
| Турци               | 620             | 70 %   |
| Цигани              | -               | -      |
| Други               | -               | -      |
| Не се самоопределят | 3               |        |
| Не са отговорили    | 249             | 28 %   |

Голяма част от жителите на с. Водно са мюсюлмани, но не всички са сунити, почти половината население са шиити - алиани. В селото живеят и няколко семейства българи християни.